# Azanus jesous
Azanus jesous är en fjärilsart som beskrevs av Guérin-meneville 1847. Azanus jesous ingår i släktet Azanus och familjen juvelvingar. Inga underarter finns listade i Catalogue of Life.

## Bildgalleri

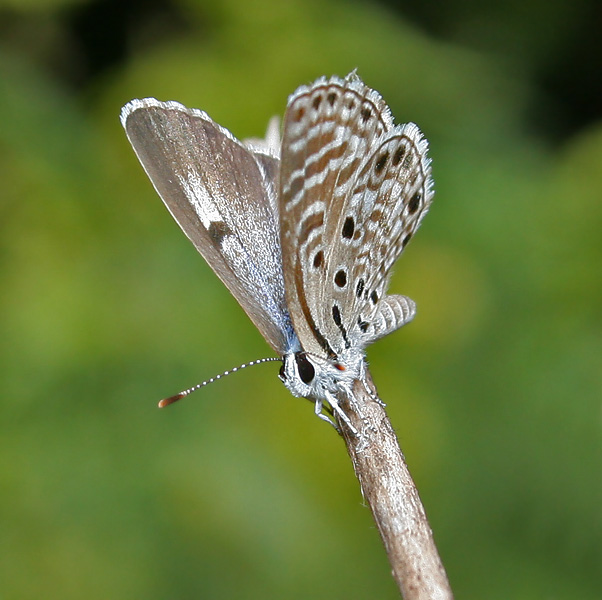
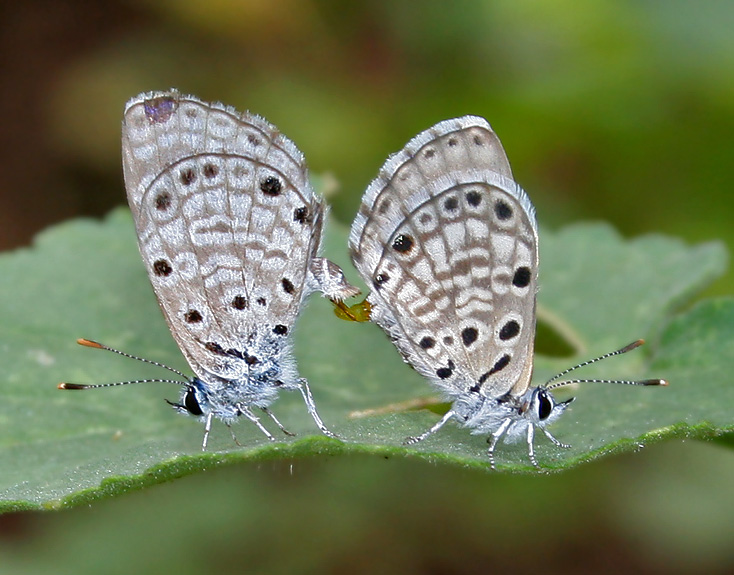
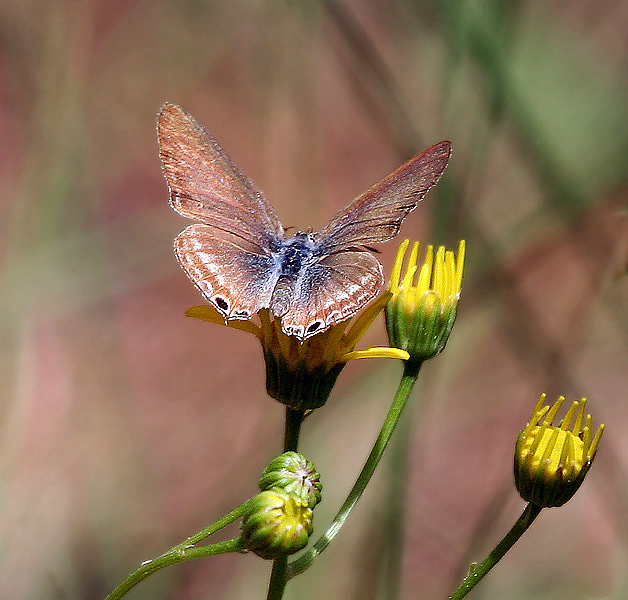
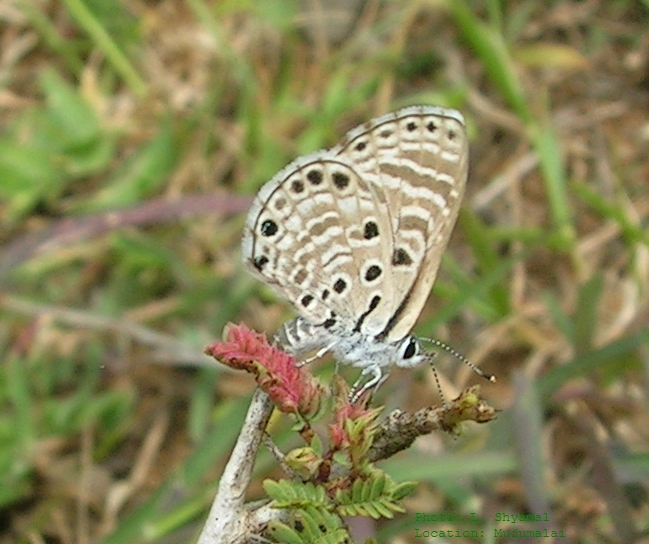